# Pratt & Whitney R-4360
Pratt & Whitney R-4360 Wasp Major – silnik gwiazdowy zaprojektowany w zakładach Pratt & Whitney w końcowym okresie II wojny światowej. Był to ostatni silnik tłokowy budowany przez P&W i stanowił jednostkę napędową ostatniej generacji amerykańskich samolotów śmigłowych. Był to największy lotniczy silnik tłokowy produkowany seryjnie.
Miał 28 cylindrów w układzie poczwórnej gwiazdy o łącznej mocy, w zależności od wersji, od 2240 do 3200 kW (3050 do 4350 KM). Łącznie w latach 1944–1955 zbudowano 18 697 silników tego typu.
Zastosowane do napędu ostatniej generacji samolotów z napędem śmigłowym np. Boeing 377 Stratocruiser, czy rekordowej wielkości łodzi latającej Hughes H-4 Hercules.
Używano ich również w ostatnich samolotach bombowych z napędem tłokowym takich jak Boeing B-50 Superfortress i Convair B-36.
Silniki te miały wydajny system doładowania (turbodoładowanie oraz sprężarka mechaniczna drugiego stopnia) celem uzyskania właściwych charakterystyk wysokościowych silnika. Wiele wersji tego silnika miało układ odzyskujący (poprzez układ turbin) energię z gazów spalinowych celem podniesienia mocy i poprawy sprawności. Cechowały się mniejszą awaryjnością niż konkurencyjne silniki Wright R-3350 Duplex-Cyclone, jednak duże koszty serwisowania tych silników sprawiły, że zostały skutecznie wyparte przez coraz wydajniejszy napęd turboodrzutowy lub turbośmigłowy.